# Notopterygium
Notopterygium es un género de plantas herbáceas perteneciente a la familia de las apiáceas.Comprende 9 especies descritas y de estas, solo 6 aceptadas.

## Taxonomía
El género fue descrito por Henri de Boissieu y publicado en Bulletin de l'Herbier Boissier, sér. 2, 2(3): 838. 1903. La especie tipo es: Notopterygium forbesii H. Boissieu. 

## Especies seleccionadas
A continuación se brinda un listado de las especies del género Notopterygium aceptadas hasta julio de 2013, ordenadas alfabéticamente. Para cada una se indica el nombre binomial seguido del autor, abreviado según las convenciones y usos.
- Notopterygium forrestii H. Wolff
- Notopterygium franchetii H. Boissieu
- Notopterygium incisum C.T. Ting ex H.T. Chang
- Notopterygium oviforme Shan
- Notopterygium pinnatiivolucellatum F.T. Pu & Y.P. Wang
- Notopterygium tenuifolium M.L. Sheh & F.T. Pu